# Kassakista

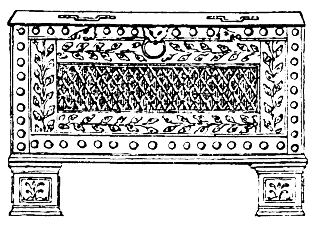
Romersk kassakista.

En kassakista är en stor järnbeslagen kista tillverkad av ek eller annat hårt och starkt träslag, eller en kista tillverkad helt av järn. Den är försedd med ett konstlås och användes förr i tiden allmänt för förvaring av kontanter och värdeföremål. Särskilt inom de stora köpmanshusen, som innan det moderna bankväsendets utveckling hade hand om en avsevärd del av penningomsättningen, förekom konstmässigt utförda kassakistor med av traditionen helgad plats i omedelbar närhet av firmachefens arbetsplats och stående under hans direkta överinseende.